# Кубла сіра
Кубла сіра (Dryoscopus angolensis) — вид горобцеподібних птахів родини гладіаторових (Malaconotidae). Мешкає в Центральній Африці.

## Підвиди
Виділяють чотири підвиди:
- D. a. boydi Bannerman, 1938 — поширений на південному сході Нігерії та в Камеруні;
- D. a. angolensis Hartlaub, 1860 — поширений від півдня Габону до північно-західної частини Анголи;
- D. a. nandensis Sharpe, 1900 — поширений від сходу ДР Конго до Південного Судану і заходу Кенії;
- D. a. kungwensis Moreau, 1941 — поширений на заході Танзанії.

## Поширення і екологія
Сірі кублі поширені в Анголі, Руанді, Бурунді, Камеруні, Республіці Конго, Демократичній Республіці Конго, Екваторіальній Гвінеї, Габоні, Кенії, Нігерії, Південному Судані, Танзанії та Уганді. Вони живуть у вологих гірських тропічних лісах, в рівнинних тропічних лісах, у парках і на плантаціях.